# Københavnerliv
|  | For tv-miniserien af samme navn fra 1968, se Københavnerliv. |
Københavnerliv eller fra Maven til Bakken er en dansk stum komediefilm fra 1911 produceret af Filmfabrikken Skandinavien. Filmens instruktør er ukendt. Filmens manuskript er skrevet af den samme ukendte forfatter, der skrev en anden af Filmfabrikkens film, København ved Nat (1910).
Store dele af filmen er optaget på Dyrehavsbakken i Klampenborg med artister fra Bakkens forlystelser.
Filmen havde dansk premiere den 5. september 1911 i Royal-Biografen.

## Handling
Fire slagtere fortæller deres hustruer, at de går til Kvægtorvet, men i stedet tager de på Bakken, hvor de forlyster sig. Hustruerne aner uråd og drager også på Bakken, hvor de observerer deres mænd. Fortørnede tager de hjem og lægger en plan. Nu er det hustruernes tur til at gå i byen, og de stakkels slagtere kan slet ikke forstå, hvor deres fruer er henne. De finder dem til sidst på en beværtning, hvorfra de til sidst får dem hjem, hvorefter parterne forsones.

## Medvirkende
Rollelisten i programmet er mere omfattende, end det er angivet her. Der findes også oplysninger om, hvem der har leveret kostumer, hvem der var belysningsmester, og hvem der har fejet og vasket scenegulvet!
- Marius Berggren - Nikolai Sørensen
- Kate Fabian - Abelone, Nikolais hustru
- Frederik Christensen - Søren Christensen
- Victoria Petersen - Petrine, Sørens hustru
- Jørgen Lund - Oluf Petersen
- Olga Svendsen - Maren, Olufs hustru
- Carl Alstrup - Christian Carlsen
- Magna Redøhl - Nikoline, Christians hustru
- Wilhelm Møller - Krøllevalde, slagtersvend
- Peter Nielsen - Peter Kneiberg
- S. Willumsen - Johan Skræp
- Johan Nielsen - Raskberg
- Aage Brandt - Skram
- Holger Pedersen - Krølle Petersen
- Ludvig Nathansen - Skallesmækker Jens
- Martha Olsen - Sorte Sofie
- Malle Jørgensen - Rabalder Rikke
- Ida Larsen - Eva med pandelokken
- Elisabeth Christensen - Kathrine Blomkaal, Bakkesangerinde
- Alma Lagoni - Mazurka Bolette, Bakkesangerinde
- Elma Anker - Gule Christine, Bakkesangerinde
- P. Rechendorf - Danmarks Frelse, Bakkesangerinde
- Emma Christiansen - Malle med Øjet, Bakkesangerinde
- Bertha Lindgreen - Stepp Catrine, Bakkesangerinde
- Carla Jørgensen - Sjokke Mine, tjenestepige
- A. Wennervald - Rasmine fra Smørumnedre, tjenestepige
- Louis Paludan - Galop Petersen, pianist på Bakken

## Reflist
1. 1 2 3 4  Filmprogram fra Filmfabrikken Skandinavien, dfi.dk
2. ↑  Denne beskrivelse stammer fra Det Danske Filminstituts Filmdatabase.